# Окулярник цейлонський

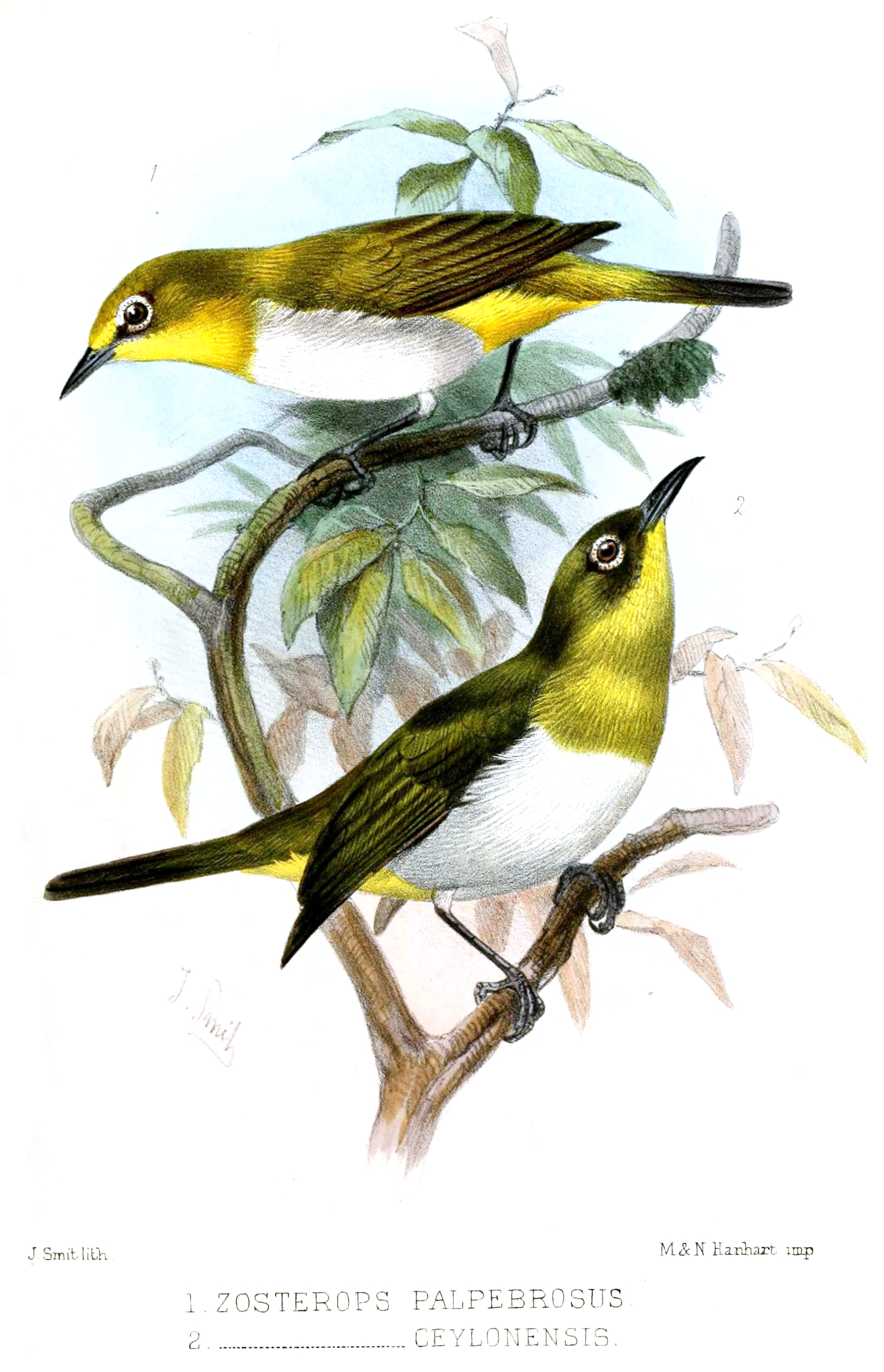
Цейлонський окулярник (2)

Окулярник цейлонський (Zosterops ceylonensis) — вид горобцеподібних птахів родини окулярникових (Zosteropidae). Ендемік Шрі-Ланки.

## Таксономія
Молекулярно-генетичне дослідження показало, що, найімовірніше, цейлонський окулярник є предком всіх видів роду Окулярник (Zosterops). Це ставить під сумнів попередню теорію походження окулярників, згідно з якою всі окулярники походять з Південно-Східної Азії.

## Опис
Довжина птаха становить 11 см. Верхня частина тіла і шия оливково-зелені. Горло і груди зеленувато-жовті. Живіт сіруватий. Крила і хвіст коричневі. Навколо очей характерні білі кільця, від дзьоба до очей ідуть чорні смуги. Дзьоб і лапи темні, райдужки червонувато-карі.

## Поширення і екологія
Цейлонські окулярники є ендеміками Шрі-Ланки. Вони живуть в гірських і рівнинних тропічних лісах, в садах і на плантаціях.

## Поведінка
Харчуються переважно комахами, а також нектаром і плодами. В позагніздовий період утворюють великі зграї. Гніздяться на деревах, в кладці 3 блакитнуватих яйця.